# Dolly (ovce)
Ovce Dolly (5. července 1996 – 14. února 2003) byla prvním savcem úspěšně naklonovaným ze somatické buňky dospělého jedince. Do historie Dolly vstoupila 22. února 1997, kdy byl veřejnosti Skotským výzkumným ústavem potvrzen úspěšný pokus, který vedl její „duchovní otec“ profesor Ian Wilmut. O dva roky později bylo zjištěno, že buňky v jejím těle neodpovídají jejímu fyzickému stáří, ale spíše věku její genetické předchůdkyně – šestileté ovce.
Dolly přivedla za svůj život na svět šest zdravých jehňat. Na konci života ji sužovala artritida, tedy onemocnění, které je u takto starých ovcí neobvyklé, ale ne výjimečné. Jméno Dolly získala podle slavné americké country zpěvačky Dolly Partonové. Skupina vědců ve skotském Roslinově institutu ji totiž stvořila z buňky mléčné žlázy a nikdo si prý nedokázal vybavit působivější prsa, než jaká měla Dolly Partonová.
14. února 2003 byla Dolly utracena pro plicní infekci.